# Рен, Йоста
Ларс Йоста (Йёста) Рен (швед. Lars Gösta Rehn; 14 февраля 1913 — 1 декабря 1996) — шведский экономист.

## Жизнь
Рен учился в Стокгольмском университете и его Институте социальных исследований (Socialinstitutet). Он начал работать экономистом в исследовательском отделе Шведской конфедерации профсоюзов (Центрального объединения профсоюзов) в 1930 году, и с 1943 года это стало его постоянной работой в качестве штатного сотрудника. В 1940 году он добровольцем участвовал в Зимней войне в Финляндии.
В 1952—1958 годах он занимался вопросами политики на рынке труда для двух комитетов на правительственном уровне. В 1959—1962 годах Рен работал в Министерстве финансов в качестве ответственного за экономические прогнозы правительства и анализ последствий фискальной политики. В 1962 году он стал главой Департамента труда и социальных вопросов в ОЭСР в Париже. В 1973—1979 годах он был директором Института социальных исследований в Стокгольмском университете, где он читал лекции и занимался исследованиями после выхода на пенсию. Он также был приглашенным исследователем в Калифорнийском университете в Беркли в 1979—1980 годах.
Вместе с Рудольфом Мейднером он разработал Модель Рена-Майднера, ставшей основой шведской модели государства всеобщего благосостояния в послевоенные десятилетия.